# آب بيتي (كتاب)
آب بيتي (الأردية: آپ بیتی) هو عمل سيرة ذاتية مكون من سبعة مجلدات من تأليف زكريا الكاندهلوي، نُشر لأول مرة في عام 1970. يقدم هذا الكتاب سردًا تاريخيًا لسنوات تكوين الكاندهلوي وتعليمه المبكر ولقاءاته مع علماء مشهورين في عصره. ويتناول الكتاب تحولاته الروحية ويقدم صورة حديثة عن ظروف وإنجازات أسلافه. ويرى تقي عثماني أن هذا الكتاب هو الإنجاز الأدبي الأبرز الذي حققه زكريا الكاندهلوي.

## الترجمة

### البنغالية

آب بيتي من مكتبة ثانوي

قام محمد عاشور الرحمن، وهو مدرس في جامعة الشريعة ماليباغ في دكا، بترجمة هذا الكتاب إلى اللغة البنغالية. نشرت مكتبة ثانوي الترجمة البنغالية في عام 2009 في مجلدين. وقد نشر محمد حبيب الرحمن في دار الكوثر للنشر نسخة أخرى للترجمة.

### الإنجليزية
نشرت إدارا إمبكس (Idara Impex) ترجمة إنجليزية لهذا الكتاب في عام 2014.

## روابط خارجية
- آب بيتي في أرشيف الإنترنت (الأردية)
- آب بيتي في أرشيف الإنترنت (الإنجليزية)
- آب بيتي في أرشيف الإنترنت (كتاب صوتي)